# Vieuzos
Vieuzos là một xã thuộc tỉnh Hautes-Pyrénées trong vùng Occitanie khu vực tây nam nước Pháp. Xã này nằm ở khu vực có độ cao trung bình 375 mét trên mực nước biển. Sông Petite Baïse tạo phần lớn ranh giới phía tây thị trấn.